# Penningreform i USA
Penningreform, det vill säga en reform av penningskapandet och därmed av banksystemet, är en aktuell politisk fråga i USA, inte minst mot bakgrund av statsskulden (15 biljoner dollar i november 2011), hushållens skuldsättning (studieskulder med mera), Social Security och andra offentliga åtaganden samt delstatsskulderna. Den finanskris som inleddes i USA under hösten 2007 och som därefter drabbade stora delar av världen och följdes av massiva bankräddningar (så kallade bailouts), spelar också en stor roll i sammanhanget liksom kritiken mot Federal Reserve.  Strängt taget finns två separata rörelser för penningreform i USA, den ena är mer vänsterorienterad och den andra är mer högerorienterad. I kongressen representeras dessa inriktningar främst av Dennis Kucinich, som räknas till den progressiva vänstern, och Ron Paul, känd högerorienterad "Fed-kritiker". Debatten fokuserar ofta på frågor av typen hur banksystemet fungerar idag, skuldsättning, räddningspaket, Federal Reserve med mera. Men historien är också levande i debatten, exempelvis nämns ofta Abraham Lincolns så kallade Greenbacks. Amerikanska organisationer för penningreform är främst American Monetary Institute (AMI) och Public Banking Institute. 

## Historik

### Äldre historia

#### 1600-talet till 1860
Under 1600- och 1700-talen var situationen till stor del den omvända jämfört med idag, eftersom flera amerikanska kolonier då hade egna valutor. Detta störde de brittiska finansmännen och under senare delen av 1700-talet och i början av 1800-talet sökte de få gehör i Kongressen för idén att en amerikansk centralbank borde upprättas efter brittisk modell. Flera av USA:s grundlagsfäder opponerade sig dock och menade att kolonierna borde få ha kvar sina egna penningsystem. Kampen vanns till slut av de brittiska bankirerna och deras allierade och 1781 grundades Bank of North America, USA:s första centralbank. Den opererade dock endast i tre stater och redan 1791 ersattes den efter av First Bank of the United States. 1811–1816 hade landet ingen centralbank alls, varefter Second Bank of the United States följde 1816–1836 och ytterligare en period utan centralbank 1837–1862. Penningreformism under 1800-talet handlade till stor del om kritik mot centralbanken. En av de hårdaste kritikerna var Andrew Jackson, landets sjunde president, som menade att centralbanken koncentrerade nationens finansiella styrka i en enda institution, att det gjorde de rika rikare, att det gav makten till bankirer istället för kongressen, att landet blev styrt utifrån (läs: från brittiska finansmän) och att de nordöstra delstaterna favoriserades på de södra och västra staternas bekostnad.

#### 1860-1913

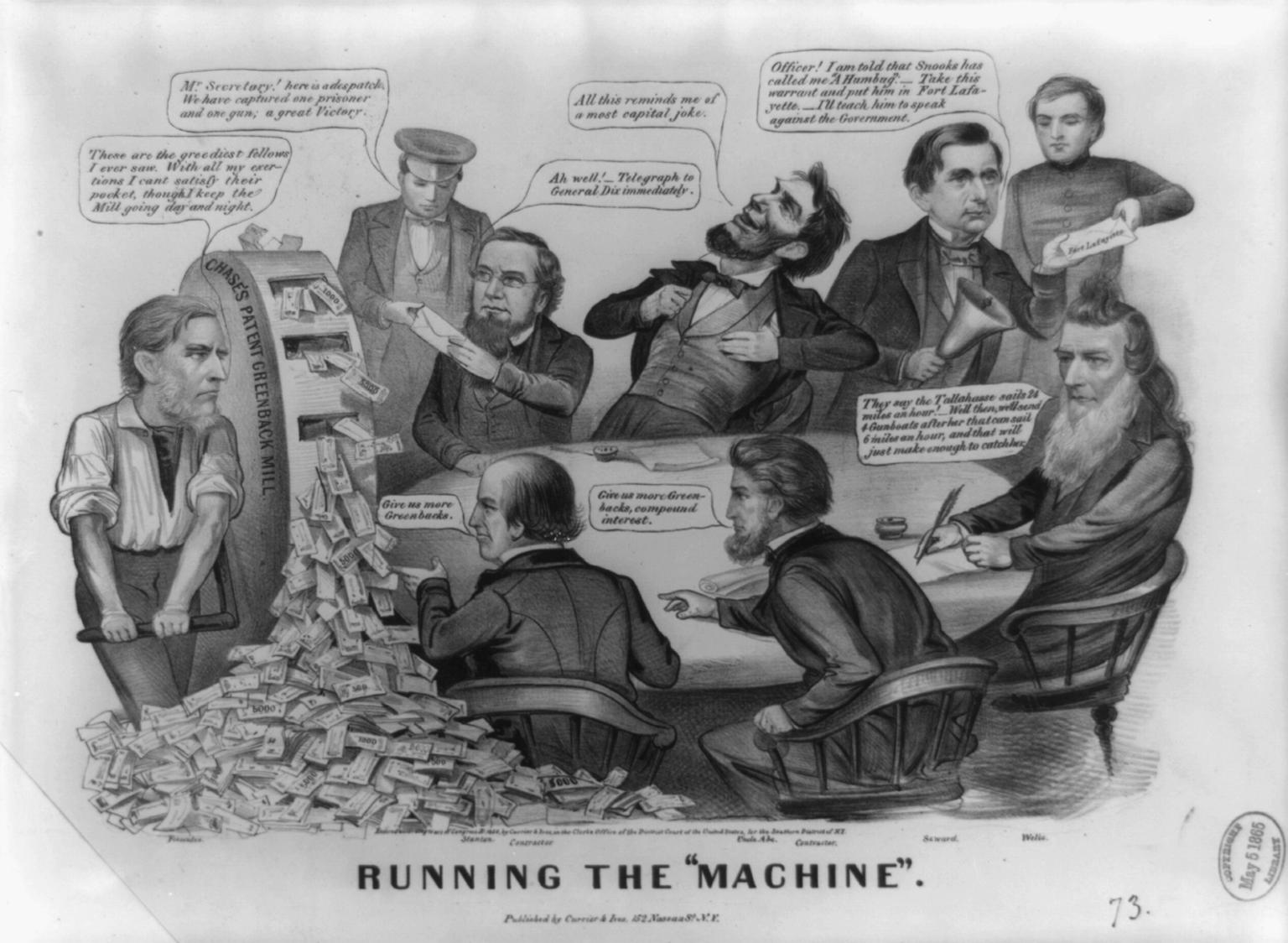
Running the "machine". En satirisk teckning över den sedelpress som Abraham Lincoln och Kongressen använde sig av för att finansiera sina utgifter under det Amerikanska inbördeskriget.

Under det Amerikanska inbördeskriget lät Kongressen med Abraham Lincolns godkännande trycka och ge ut så kallade Demand Notes, populärt kallade för Greenbacks. Det var till synes vanliga amerikanska sedlar, förutom att de gavs ut skuld- och räntefritt och som sagt direkt av regeringen. Bakgrunden var att bankerna krävde höga räntor för att låna ut pengar till kriget, vilket tycktes omöjligt att godta. Istället prövades förslaget att helt enkelt låta Kongressen trycka pengarna själv, och dela ut i form av löner till militärer samt som finansiering av diverse andra investeringar. Dessa pengar har därefter, ända in i modern tid, varit en skuld- och räntefri del av den amerikanska penningmängden och inspirerat många bankkritiker och penningreformister. Däribland Jacob Coxey, känd för sina protestmarscher och för att han döpte sin son till Legal Tender och William Jennings Bryan, framförallt känd för sin presidentvalskampanj 1896 och sitt "Guldkorstal". I talet förespråkar Jennings Bryan Populistpartiets lösning på penningfrågan, så kallad bimetallism eller "free silver". Han tog kraftigt avstånd från guldstandarden och avslutade talet med "you shall not crucify mankind upon a cross of gold" (Du skall inte korsfästa mänskligheten på ett guldkors), ett citat som blivit klassiskt.

### Modern historia

#### Finanskrisen 2008 och framåt
Förutom alla frågor som omgärdat själva finanskrisen och dess hantering, särskilt Räddningspaketet för USA:s finanssystem 2008, så är det två politiska initiativ från ledamöter i USA:s kongress som under senare år berört själva hjärtat i penningsystemet. Det första är det lagförslag som lades första gången 2009 av Ron Paul och som passerade Representanthuset den 25 juli 2012. Lagförslaget, populärt kallat "Audit the Fed", och den rörelse som driver detta, riktar saftig kritik mot Federal Reserve på främst två områden. Dels ges Federal Reserve skulden för dollarns försvagning (det talas om 95 procents sänkt köpkraft sedan 1913), och dels kritiseras också bristen på öppenhet och transparens. Det andra större initiativet är det lagförslag som lagts av Dennis Kucinich, populärt kallat "The Need Act". Reformen innebär i korthet att Federal Reserve underställs finansdepartementet, att bankerna förbjuds att öka penningmängden i samband med kreditgivningen samt att det stora extra utrymme för offentliga utgifter som då antas möjliggöras satsas på infrastruktur och jobb.

#### Framträdande debattörer
Framträdande amerikanska penningreformister i modern tid, förutom Ron Paul och Dennis Kucinich, är bland andra Stephen Zarlenga, Bill Still, Ellen Brown, Herman Daly och Richard C. Cook. Zarlenga är mångårig chef för American Monetary Institute som står Dennis Kucinich nära. Still är en journalist, filmproducent och författare som är känd för filmerna The Money Masters och The Secret of Oz. Ellen Brown är mest känd för boken Bankerna och skuldnätet (Web of Debt) samt för förespråkandet av Bank of North Dakota-modellen. Daly är en ekologisk ekonom som förutom penningreform även förordar basinkomst, landskatt, maxinkomst och födslorättigheter. Mest känd är han dock för idén om så kallad nolltillväxt. Ur ett bredare engelsktalande perspektiv bör också brittiska penningreformister såsom Michael Rowbotham och Richard Douthwaite nämnas, debattörer som båda liksom Herman Daly har en tillväxtkritisk grundideologi. En ekonom från den österrikiska skolan som påverkat Ron Paul och andra högerorienterade Fed-kritiker är Murray Rothbard. Huvudpunkter i Murrays penningteori är att systemet med så kallad fractional-reserve banking borde förbjudas och att centralbanken borde avskaffas.